# Nives Widauer
Nives Widauer (* 22. Januar 1965 in Basel) ist eine Schweizer Künstlerin. Sie lebt in Wien.

## Leben
Nives Widauer absolvierte von 1987 bis 1990 ein Studium an der Hochschule für Gestaltung und Kunst in Basel. Seit 1989 ist sie in den Bereichen Videokunst, Installationskunst, Fotografie und Bühnenbild künstlerisch tätig. Nives Widauer absolvierte 1990 ihren Studienabschluss an der Schule für Gestaltung in Basel, in der Fachklasse für audiovisuelle Gestaltung bei Enrique Fontanilles und René Pulfer. Ihre Arbeiten wurden ab 1993 international bekannt, nachdem sie vorerst in der Schweiz ausgestellt hatte. Sie erstellt Live-Video-Bühnenbilder und der Fokus ihres Schaffens zeigt sich in selbstproduzierten und semidokumentarischen, filmischen Arbeiten.

## Wirken
Nives Widauer vermittelt in ihren Werken die Verbindungen zwischen dem Digitalem und Analogem sowie historischem und zeitgenössischem Zeitgeschehen. Ihre Werke thematisieren oftmals die Transformation und das Zusammenspiel von Mensch und Natur; sie arbeitet dabei mit vorgefundenen Objekten wie alten Landkarten und anatomischen Schautafeln und lässt diese in ihren Kunstwerken ein Eigenleben führen. Ihre Arbeiten wurden im Kunsthaus Zürich, Belvedere Wien, Kunsthistorischem Museum Wien, Palazzo dei Diamanti Ferrara, Austrian Cultural Forum New York und dem SPSI in Shanghai gezeigt.
Widauer ist auch politisch engagiert und illustrierte die Spezialausgabe von Der Standard zur österreichischen Nationalratswahl 2024. Sie betont die Bedeutung von direkter Demokratie, geprägt durch ihre schweizerische Herkunft, und setzt sich für einen Austausch zwischen Mensch, Natur und Gesellschaft ein.

## Werke (Auswahl)
Ausstellungen
- 2019: Villa Nix (Einzelausstellung), Kunstmuseum Olten, Olten
- 2019: Fly me to the Moon (Gruppenausstellung mit Darren Almond, Kader Attia, Hans Baluschek, Rosa Barba, Nuotama Frances Bodomo, Coop Himmelb(l)au, Robert Delauny, Cristina de Middel, Vladimir Dubossarsky & Alexander Vinogradov, Max Ernst, Nir Evron, Sylvie Fleury, Lucio Fontana, Johann Heinrich Füssli, Hannah Höch, Ernst Ludwig Kirchner, Kiki Kogelnik, David Lamelas, Fritz Lang, Lena Lapschina, Sonia Leimer, Zilla Leutenegger, René Magritte, Georges Méliès, Pierre Mennel, Jyoti Mistry, Gianni Motti, Edvard Munch, Amalia Pica, Robert Rauschenberg, Werner Reiterer, Thomas Riess, Pipilotti Rist, Michael Sailstorfer, Niki de Saint Phalle, Tom Sachs, Roman Signer, Yinka Shonibare CBE, Andrei Sokolov, Nedko Solakow, Andy Warhol), Museum der Moderne, Salzburg
- 2019: Ticket to the Moon (Gruppenausstellung mit Jeremy Bakker, Hans Bischoffshausen, Herbert Brandl, Aleksandra Cieślewicz, Siegfried A. Fruhauf, Agnes Fuchs, Robert Indiana, Dona Jalufka, Lena Lapschina, Sonia Leimer, Larissa Leverenz, Mahony, Ralo Mayer, Jonathan Meese, Aleksandra Mir, Nick Oberthaler, Melody Owen, Wendelin Pressl, Florian Raditsch, Robert Rauschenberg, Thomas Riess, Nicole Six und Paul Petritsch, Sebastian Speckmann, Thomas Thyrion, Leonid Tishkov, Paul Van Hoeydonck, Andreas Werner), Kunsthalle Krems, Krems
- 2019: Antichambre (Einzelausstellung), Centre Culturel Suisse, Paris
- 2019: Fly Me to the Moon – 50 Jahre Mondlandung (Gruppenausstellung mit Darren Almond, Pawel‚ Althamer, René Burri, Johan Christian Dahl, Dubossarsky & Vinogradov, Sylvie Fleury, Liam Gillick, Hannah Höch, Kiki Kogelnik, David Lamelas, Zilla Leutenegger, René Magritte, Jyoti Mistry, John Russell, Andrei Sokolov, Andy Warhol u.v.m) Kunsthaus Zürich, Zürich
- 2019: Archeology of undefined Future (Einzelausstellung), W&K im Palais Schönborn-Batthyány, Wien
- 2019: Séparée (Einzelausstellung), Palazzo dei Diamanti, Ferrara
- 2018: Blanche (Einzelausstellung), das weiße Haus, Wien
- 2018: Evolve Involve (Gruppenausstellung mit Emma Piker-Burket, Natasha McDowell, Anna Laurent) The Exhibitionist, London
- 2018: Lichtstadt Feldkirch (Gruppenausstellung mit Artifical Owl, David Reumüller, Neon Golden, Ólafur Elíasson, Philipp Geist, Starsky, Thilo Frank), Festival for Art & Light, Feldkirch[3]
- 2018: Bee inspired – Bee Rome (Einzelausstellung), Instituto Svizzero, Rom
- 2018: Rising up – Flowing down (Gruppenausstellung mit Martin Chramosta, Stefan Fraunberger, Thomas Grill, Regina Hügli, Barbara Anna Husar, Anne Glassner, Laurie Sheridan, Bartaku, Seila Fernàndez Arconada, Nicole Krenn, Alfred Lenz, Svenja Plaas, Sarah Rechberger, Elisabeth Schafzahl, Daniel Spoerri, Benjamin Tomasi), Wasserturm Favoriten, Wien
- 2018: Kunst in der Lesezone (Einzelausstellung) Vorarlberger Architektur-Institut, Dornbirn[4]
- 2018: Our Place in Space – Unser Platz im All (Gruppenausstellung mit Steinbrener/Dempf & Huber, Nives Widauer, Payer Gabriel, Markus Reisinger, Yunchul Kim, Margit Busch, Solmaz Farhang, Anna Lerchbaumer, Eleni Boutsika-Palles, Michael Bachhofer, Daniela Brill Estrada, Monica LoCascio), Naturhistorisches Museum, Wien
- 2018: Butterflies (Einzelausstellung), Galeria Maurizio, Maloja[5]
- 2018: Subculture (Einzelausstellung), Galerie Marc Oliver, Zurich
- 2017: Soirée Suisse (Einzelausstellung), Schweizerische Botschaft, Wien
- 2017: STERNE. Kosmische Kunst von 1900 bis heute (Gruppenausstellung mit Mohammed Qasim Ashfaq, Robert A. Barrows, Herbert Bayer, Albert Birkle, Hans Bischoffshausen, Julia Bornefeld, Klemens Brosch, Carmen Brucic, Angela Bulloch, Alexander Calder, Vija Celmins, Thierry Cohen, Adriana Czernin, Jason Dodge, Max Ernst, Thomas Feuerstein, Hans Franta, Philippe Gerlach, Rudolf Goessl, Katharina Gruzei, Roy Wallace Hankey, Peter Hauenschild, Karl Hauk, Artur Hecke, Theodor von Hörmann, Markus Anton Huber, Barbara Anna Husar, Sabine Jelinek, Birgit Jürgenssen, Johanna Kandl, Alex Katz, Anton Kehrer, Herwig Kempinger, Hubert Kiecol, Anselm Kiefer, Imi Knoebel, Gerhard Knogler, Moussa Kone, Alicja Kwade, Katharina Lackner, Arkadij Wassiljewitsch Lobanoff, Robert Longo, Frans Masereel, Michaela Math, Ralo Mayer, Ferdinand Melichar, Erich Meyer, Hans Op de Beeck, Meret Oppenheim, Emil Orlik, Trevor Paglen, Micha Payer / Martin Gabriel, Herbert Ploberger, Hans Pollack, Teresa Präauer, Uta Prantl-Peyrer, Wendelin Pressl, Florian Raditsch, Arnulf Rainer, Gerhard Richter, Ugo Rondinone, Thomas Ruff, Gerhard Rühm, Aura Satz, Robert Schaberl, Peter Schamoni, Roman Scheidl, Eva Schlegel / Barbara Imhof / Damjan Minovski, Arnold Schönberg, Th. Schwan, Franz Sedlacek, Katharina Sieverding, Fritz Simak, Nicole Six & Paul Petritsch, Kiki Smith, Curt Stenvert, Jens Sundheim, Mathias Swoboda, Volker Tannert, Grazia Toderi, Iv Toshain, Johannes Vogl, Manfred Wakolbinger, Alfons Walde, Birgitta Weimer, Bernd Zimmer), Lentos Kunstmuseum Linz[6]
- 2017: Die Kraft des Alters (Gruppenausstellung mit: Mit Werken von Gustinus Ambrosi, Tina Barney, Pina Bausch, Renate Bertlmann, Herbert Boeckl, Eva Brunner-Szabo, Aleah Chapin, Heinz Cibulka, John Coplans, Lovis Corinth, Edgar Degas, Carola Dertnig, Ines Doujak, Sepp Dreissinger, Barbara Eichhorn, Titanilla Eisenhart, Michael Endlicher, James Ensor, Eric Fischl, Josef Floch, Greta Freist, Lucian Freud, Adolf Frohner, Friedl vom Gröller, George Grosz, Johannes Grützke, Ernst Haas, Barbara Klemm, Heidi Harsieber, Felix Albrecht Harta, Karl Hofer, Edgar Honetschläger, Alfred Hrdlicka, Bernadette Huber, Franz Hubmann, Regina Hügli, Ishiuchi Miyako, Konstantin Jatropulus, Birgit Jürgenssen, Alex Katz, Josef Kern, Anastasia Khoroshilova, Gustav Klimt, Herlinde Koelbl, Oskar Kokoschka, Broncia Koller-Pinell, Käthe Kollwitz, Nikolaus Korab, NINA Kovacheva, Brigitte Kowanz, Karoline Kubin, Maria Lassnig, Annie Leibovitz, Erich Lessing, Max Liebermann, Karin Mack, Karl Mediz, Elfriede Mejchar, Duane Michals, Paula Modersohn-Becker, Inge Morath, Marie Louise von Motesiczky, Ron Mueck, Shirin Neshat, Roman Opałka, Hans Op de Beeck, Martin Parr, Ewa Partum, Pablo Picasso, Margot Pilz, Arnulf Rainer, Paula Rego, Carl Anton Reichel, Elisabeth von Samsonow, Egon Schiele, Karl Schmidt-Rottluff, Claudia Schumann, Fritz Schwarz-Waldegg, Joan Semmel, Elfie Semotan, Fritz Simak, Kiki Smith, Annegret Soltau, Margherita Spiluttini, Elsa Spitzer, Daniel Spoerri, Evelin Stermitz, Karl Sterrer, Superflux, Fiona Tan, Juergen Teller, Joyce Tenneson, Henri de Toulouse-Lautrec, Rosemarie Trockel, Spencer Tunick, Christine Turnauer, Nurith Wagner-Strauß, Jeff Wall, Josef Wawra, Harry Weber, Todd Weinstein, Martha Wilson und Herwig Zens), Belvedere Wien[7]
- 2017: Constructing Paradise (Gruppenausstellung mit: Jean-Michel Basquiat, Hugo Canolias, Mark Dion, Paul Gauguin, Mathias Kessler, Oskar Kokoschka, Moussa Kone, Marissa Lobo, Christian Kosmas Mayer, Mickalene Thomas, Kara Walker, Nives Widauer), Austrian Cultural Forum New York
- 2017: ariaCHne (Gruppenausstellung mit: Regula Dettwiler, Sascha Reichstein, Frenzi Rigling, Frederike Schweizer), NÖ Dokumentationszentrum für moderne Kunst, St. Pölten[8]
- 2017: STRATIFIED. Fragmentierte Welt(en) (Gruppenausstellung mit: Alexandra Baumgartner, Astrid Busch, Sophie Dvořák, Karen Elliot, Bernhard Hosa, Moni K. Huber, Anna Maria Kowalsky, Andrea Maria Krenn, Claudia Larcher, Larissa Leverenz, Micha Payer + Martin Gabriel, Thomas Riess, Veronika Schubert, Gabi Trinkaus, Vanessa von Heydebreck, Sinta Werner, Nives Widauer, Anita Witek), das weisse haus, Wien[9]
- 2016: Von Jäger_ und Sammler_innen (Gruppenausstellung mit: Maria Anwander / Ruben Aubrecht, Sonja Bendel, Katharina Anna Loidl, Eric Philippoz, Ingrid Schreyer, Albin Schutting, Sophie Tiller, Nives Widauer), periscope:project:space, Salzburg[10]
- 2015: Feiert das Leben!, (Gruppenausstellung mit: Kader Attia, Daniel Knorr, Erik van Lieshout, Teresa Margolles, Arnulf Rainer, Hans Schabus, Hubert Scheibl, Deborah Sengl, Daniel Spoerri, Nives Widauer), Kunsthistorisches Museum, Wien[11]
- 2015: WHERE ARE WE? (Gruppenausstellung mit: Vooria Aria, Siegfried A. Fruhauf, Clemens Krauss, Constantin Luser / Stefan Arztmann, Lisl Ponger, Ilma Rakusa, Niko Wahl, Nives Widauer), hinterland galerie Wien
- 2015: Europa. Die Zukunft der Geschichte (Gruppenausstellung mit: Josef Albers, Kader Attia, Sven Augustijnen, Joseph Beuys, Arnold Böcklin, Alighiero Boetti, Osman Bozkurt, Herbert Brandl, Christoph Büchel und Giovanni Carmine, Honoré Daumier, Otto Dix, Andreas Duscha, Max Ernst, Ian Hamilton Finlay, Peter Fischli/David Weiss, Agnès Geoffray, Alberto Giacometti, Andreas Gursky, Ane Hjort Guttu, Fabrice Gygi, Klara Hobza, Ferdinand Hodler, Anna Jermolaewa, Ilya Kabakov, Bouchra Khalili, Paul Klee, Martin Kippenberger, Daniel Knorr, Simona Koch, Rudolf Koller, Jacques Lipchitz, Richard Paul Lohse, Claude Monet, Max von Moos, Christian Philipp Müller, Claudia & Julia Müller, Edvard Munch, Marcel Odenbach, Uriel Orlow, Meret Oppenheim, Adrian Paci, Miranda Pennell, Cora Piantoni, Steve Reich, Hans Richter, Kurt Ryslavy, David Salle, Vittorio Santoro, Ceija Stojka, Karl Stojka, Remco Torenbosch, Félix Vallotton, Albert Welti, Nives Widauer, Artur Żmijewski), Kunsthaus Zürich
- 2015: Was weiss ich? (Einzelausstellung), semina rerum - Galerie Irène Preiswerk, Zürich
- 2014: Axis (Einzelausstellung), semina rerum - Galerie Irène Preiswerk, Zürich
- 2014: Die neue Zeit / Die Welt von Gestern (Einzelausstellung), Salzburger Festspiele
- 2014: Gastspiel (Gruppenausstellung mit: Lukas Bärfuss, Olaf Breuning, Stefan Burger, Fischli / Weiss, San Keller, Naomi Leshem, Lutz / Guggisberg, Jso Maeder, Fabian Marti, Yves Netzhammer, Caro Niederer, Pulp Noir, Mai-Thu Perret, Peter Regli, David Renggli, Pipilotti Rist, Porte Rouge, Shirana Shahbazi, Peter Weber, Nives Widauer, Wiedmann / Mettler) Museum Rietberg, Zürich
- 2014: Vom Jagen und Sammeln (Gruppenausstellung mit: Julia Brodauf, G.R.A.M., Sabina Mlejnek, Trevor Paglen, Georg Salner, Deborah Sengl, Nives Widauer), Kunstforum Montafon, Schruns[12]
- 2013: 10 Years (Gruppenausstellung), Lentos Museum
- 2013: Austrian Sculpture Park (Gruppenausstellung), Viennafair, Wien
- 2012: Parallelwelt Zirkus (Gruppenausstellung mit: Diane Arbus, Matthew Barney, Julien Bismuth, Rhona Bitner, Peter Blake, Olaf Breuning, Bernhard Buhmann, Alexander Calder/Carlos Vilardebo, Charlie Chaplin, Clifton Childree, Charles & Ray Eames, Federico Fellini, Daniel Firman, Thilo Frank, Jeppe Hein, Roni Horn, Anna Jermolaewa, Anna Kolodziejska, Tomasz Kowalski, Patricia Leite, Zilla Leutenegger, Ulrike Lienbacher, Jonathan Monk, Bruce Nauman, Ulrike Ottinger, Marion Peck, Ugo Rondinone, Julian Rosefeldt, Joe Scanlan, Elisabeth Schmirl, Deborah Sengl, Cindy Sherman, Simmons & Burke, Kristian Sverdrup, Javier Téllez, Joe Wagner, Martin Walde, William Wegman, Nives Widauer, Erwin Wurm, Rona Yefman), Kunsthalle Wien[13]
- 2012: Dialog mit Analog (Einzelausstellung), Galerie Hilger, Wien
- 2011: Do I Dream Or Am I Alive (Einzelausstellung), Kunsthaus Baselland, Muttenz;
- 2011: A song – a thought – a new horizon (Einzelausstellung), semina rerum – Galerie Irène Preiswerk, Zürich;
- 2011: Nives Widauer (Einzelausstellung), hilger contemporary, Wien;
- Rhythmic Exercises (Gruppenausstellung mit: Mirosław Bałka, Michael Blum & Damir Nikšić, BOOT_AUDIOVISUAL, Vlasta Delimar, Harun Farocki, Lukáš Jasanský & Martin Polák, Šejla Kamerić, Szabolcs KissPál, Zdena Kolečková, Jiří Kovanda, Michal Moravčík, Slaven Tolj, Mona Vatamanu & Florin Tudor, Nives Widauer)
- 2011: Die Welt – wie sie ist (Gruppenausstellung mit: Maria Bußmann, Elisabeth Homar, Anastasia Khoroshilova, Paul Kranzler, Andreas Leikauf, Renata Poljak, Massimo Vitali, Nives Widauer, Rainer Wölzl), hilger contemporary, Wien;
- 2011: Weltraum. Die Kunst und ein Traum (Gruppenausstellung), Kunsthalle Wien[14]
- 2011: In Between. Austria Contemporary (Gruppenausstellung), Gasometer, Triesen & Stadtmuseum, St. Pölten
- 2010: Damaranka (Gruppenausstellung), MAK, Wien; It’s not easy being green (Gruppenausstellung), kunsthaus muerz, Mürzzuschlag; grey light – light grey (Einzelausstellung), semina rerum – Galerie Irène Preiswerk, Zürich; curated by_walter seidl: Physicality in Sports and on the Job (Gruppenausstellung), Galerie Ernst Hilger, Wien; Lora et ses amies (Gruppenausstellung), Sotheby’s, Wien; Ich Tier! (Du Mensch). Du Tier! (Ich Mensch), Dienstgebäude, Zürich; Ernte’10, Kunsthaus Baselland, Muttenz; In Between. Austria Contemporary, Centar savremene umjetnosti Crne Gore, Podgorica;
- 2009: minor catastrophies, Galerie Hilger contemporary, Wien; Schönheit des Hässlichen, Kunsthalle Krems; x +, Kloster Schönthal, Langenbruck; sex rules, Apartment Draschan, Wien;felix austria, Präsidentschaftskanzlei, Hofburg, Wien; In Between. Austria Contemporary, Galerija Umjetnina, Split

Theaterprojekte
- Nacht, Kunst- und Kongresshaus KKL, Luzern, 2011
- Das Gelbe vom Sofa – 14 neue Minidramen, Kabinetttheater Wien, 2009
- 1313, Gare du Nord, Basel, 2009
- Die Besessenen, Kasino am Schwarzenbergplatz, Burgtheater Wien, 2009

Film- und Videoprojekte
- Und du hast nie etwas gesehen, diverse Museen, Wien (mit Meinhard Rauchensteiner, Helena Tulve, Wolfram Berger, Florentin Berger-Monit), 2013
- Nachtschatten, symbioscreen, Kunst- und Kongresshaus KKL, Luzern, 2011
- balanced, Zeit Haus, Autostadt Wolfsburg, 2009

## Auszeichnungen
- Kulturförderpreis, Alexander Clavel Stiftung, 1996
- Kunstkredit, Basel, 1989

## Schriften
- Archeology of Undefined Future, Wienerroither & Kohlbach, Wien, 2019, https://www.w-k.art/publications/nives_widauer
- Villa Nix, Scheidegger & Spiess, Zürich, 2019, ISBN 978-3-85881-659-7 Link
- Special Cases, Hatje Cantz, Wien, 2017, ISBN 978-3-7757-4302-0 Link
- Do I Dream Or Am I Alive?, Verlag für moderne Kunst, Nürnberg, 2011, ISBN 978-3-86984-220-2
- Minor Catastrophies no.1-66(6), Czernin Verlag, Wien, 2011, ISBN 978-3-7076-0333-0
- „Das Wienerkind (Immigrantin)“, in: Christoph Braendle (Hg.), Österreich ist schön, oder? Eingewandert aus der Schweiz, Czernin Verlag, Wien, 2011, ISBN 978-3-7076-0352-1
- Meteoriten – was von außen auf uns einstürzt, Hg., Niggli Verlag, Sulgen/Zürich, 2005, ISBN 978-3-7212-0534-3